# Euphorbia qarad
Euphorbia qarad là một loài thực vật có hoa trong họ Đại kích. Loài này được Deflers mô tả khoa học đầu tiên năm 1896.